# Streamwood
Streamwood és una població dels Estats Units a l'estat d'Illinois. Segons el cens del 2000 tenia 36.407 habitants.

## Demografia
Segons el cens del 2000, Streamwood tenia 36.407 habitants, 12.095 habitatges, i 9.409 famílies. La densitat de població era de 1.925,6 habitants/km².
Dels 12.095 habitatges en un 40,7% hi vivien nens de menys de 18 anys, en un 64,2% hi vivien parelles casades, en un 9,2% dones solteres, i en un 22,2% no eren unitats familiars. En el 17,3% dels habitatges hi vivien persones soles el 3% de les quals corresponia a persones de 65 anys o més que vivien soles. El nombre mitjà de persones vivint en cada habitatge era de 2,99 i el nombre mitjà de persones que vivien en cada família era de 3,41.
Per edats la població es repartia de la següent manera: un 28,1% tenia menys de 18 anys, un 8,2% entre 18 i 24, un 37,3% entre 25 i 44, un 20,3% de 45 a 60 i un 6,1% 65 anys o més.
L'edat mediana era de 32 anys. Per cada 100 dones de 18 o més anys hi havia 97,3 homes.
La renda mediana per habitatge era de 65.076 $ i la renda mediana per família de 68.771 $. Els homes tenien una renda mediana de 43.699 $ mentre que les dones 32.826 $. La renda per capita de la població era de 23.961 $. Aproximadament el 2,3% de les famílies i el 3% de la població estaven per davall del llindar de pobresa.

## Poblacions properes
El següent diagrama mostra les poblacions més properes.